# Дом Евангелия (Санкт-Петербург)
Дом Евангелия —  здание баптистской церкви, которое было открыто в декабре 1911 года в Санкт-Петербурге. Располагалось по адресу: Васильевский остров, 24 линия, д. 11. Современный адрес: СПб, В.О., 24-я линия, дом 3-7, литера А.

## История
Одним из результатов Евангельского пробуждения, в конце XIX — начале XX веков, стало строительство первой баптистской церкви в Санкт-Петербурге. К началу 1910 года собрания общины баптистов проходили в 11 местах, на которых собирались от двух до трех тысяч человек. Аренда залов требовала больших финансовых затрат, кроме того арендованные залы не вмещали всех желающих.
В 1907 году в Петербург приехал Вильгельм Фетлер, который стал одной из ключевых фигур Петербургского пробуждения и при его активном участии был построен Дом Евангелия,
1 марта 1910 года было направлено прошение Петербургскому градоначальнику и Императору Николаю Второму с просьбой разрешить общине баптистов приобрести в собственность участок земли, с находящимися на нем постройками, и расположенного на Васильевском острове, по 24 линии, д. 11. Величина участка 717 ¾ кв. сажень, а стоимость — 42 000 руб. 30 марта 1910 года, находясь в Царском Селе, император удовлетворил просьбу Петербургской общины баптистов. Участок, который приглянулся верующим, принадлежал кондитеру Э. Ф. Пальке. На участке находился двухэтажный каменный дом в котором находилась фабрика по производству шоколадных конфет. Дела у кондитера, судя по всему, шли неважно, он не смог вернуть кредитному товариществу две суммы, в залог которых отдал данный участок со строениями. Кроме фабрики на участке находился деревянный двухэтажный флигель, два каретных сарая, крытый навес, ледник, беседка и все это было обнесено забором с решетками. В самом доме и флигеле, кроме фабрики располагались две квартиры. Имущество было выставлено на открытый аукцион и куплено братьями Кривоноговыми. В январе 1910 года братья Кривоноговы выставили участок на продажу и 15 июля 1910 года этот участок со строениями перешел во владение Петербургской общины баптистов.
За участок было заплачено 42 000 царских рублей, и если перевести это на сегодняшние цифры с учетом курса доллара и текущей стоимости золота 1 царский рубль был равен 1513 рублей 75 копеек. Так, что с учетом целого ряда корректировок, земля была куплена за 63577500 рублей в ценах 2015 года. После уточнения размеров участка, он оказался равен 711 ¾ квадратным саженям. По ширине 22 сажени, по одной стороне 32 5/12 сажени, по параллельной стороне 32 ¼ сажени. В современных единицах получаются следующие размеры: 1 сажень по указу 1835 года равнялась соответственно 2,1336 метра, соответственно ширина купленного участка равнялась почти 47 метров, а длина почти 68 метров. 1 кв. сажень — 4,55 м². 711 х 4.55 = 3245,05 квадратных метров, или 0,324505 гектара.
7 сентября 1910 года строительные планы Дома Евангелия были утверждены городской управой и Министром Внутренних дел. Само разрешение провести торжественную закладку молитвенного дома было получено также 7 сентября 1910 года. 8 сентября 1910 года состоялась торжественная закладка Дома Евангелия.
Здание строилось по плану и под надзором архитектора Ильи Борисовича Калиберды. Дом Евангелия имел три этажа. Молитвенный зал располагался на втором и третьем этаже. Строительство шло полным ходом и к январю 1911 года половина дома уже была готова. Оставалось построить ещё один этаж и заняться отделкой. Вильгельм Фетлер писал следующее: «Мы не желаем открыть дом с долгами». Все собранные средства были уже перерасходованы а для окончания работ необходимо было собрать ещё около 60 тысяч царских рублей. На зиму 1910—1911 годов постройка была прекращена из-за погодных условий. В. А. Фетлер активно занимался сбором средств, в том числе и за пределами России. Средства были собраны и в октябре 1911 года работы возобновились. В. А. Фетлер поставил задачу открыть молитвенный дом к Рождеству 1911 года.
Построенный Дом Евангелия — это здание в три этажа, с тремя залами, два на первом этаже: «Вифания» и «Голгофа», а самый большой, с круговым балконом, на втором этаже, площадью 202,5 квадратных сажени или 921,375 квадратных метра, с 1800 сидячими местами, вмещавшим до 2000 чел. Два нижних зала вместимостью на 400 и 600 мест. Четыре квартиры для служителей. Был зал для молодежи, помещения для воскресных школ, для приезжих, для работы с тогдашними «бомжами», для спевок, для встреч за чаем. На крыше — цветной круг из лампочек: «Бог есть любовь». В одном из флигелей располагалось книгоиздательство В. А. Фетлера.
25 декабря 1911 г. в Доме Евангелия состоялось первое богослужение — освящение большого зала, переполненного славящими Бога верующими.
К марту 1912 года все отделочные работы были в основном закончены. Полная стоимость нового здания, с ремонтом и стоимостью земли составляла 220 000 рублей. Если пересчитывать на цены 2015 года это составляет 333 025 000 рублей.
В августе 1912 года здание было сдано в эксплуатацию и застраховано.
В декабре 1914 года Фетлер был арестован во время богослужения, этапирован в Москву, судим и приговорен к ссылке в Якутию. Благодаря вмешательству влиятельных друзей, ссылка была заменена на пожизненное изгнание за границу.
Во время первой мировой войны в «Доме Евангелия» был госпиталь. Временное правительство вернуло дом церкви.
После революции октября 1917 года Советское Правительство на некоторое время снова конфисковало здание, а после ходатайств вернуло евангельским христианам-баптистам. Служение в Доме Евангелия продолжалось до 1930 года.

## Современное состояние
В апреле 2012 года, после многочисленных ходатайств, здание Дома Евангелия было передано в собственность Объединению Церквей Евангельских христиан-баптистов по Санкт-Петербургу и Ленинградской области. Здание очень долго не эксплуатировалось и нуждается в капитальном ремонте. Проход к нему был перекрыт забором завода. Но 16 мая 2024 года доступ к Дому Евангелия был открыт, что позволило начать процесс восстановления здания.